# César Alcalá
 (mars 2024).
Si vous disposez d'ouvrages ou d'articles de référence ou si vous connaissez des sites web de qualité traitant du thème abordé ici, merci de compléter l'article en donnant les références utiles à sa vérifiabilité et en les liant à la section « Notes et références ».
Pour les articles homonymes, voir Alcalá.
César Alcalá Giménez da Costa, né en 1965 à Barcelone (Espagne), est un historien et journaliste espagnol.

## Biographie
Spécialiste de l'histoire du carlisme, César Alcalá a écrit de nombreux essais sur différents thèmes historiques, dont la Guerre d'Espagne. Il collabore dans des revues comme Actas et la Revista del Vallès, ainsi que dans des médias tels que e-noticies.com, La Razón et la cadena COPE. Il a participé au Diccionario biográfico español de la Real Academia de la Historia.

## Publications
- La música a Catalunya fa 300 anys (1994)
- Persecución en la retaguardia. Cataluña: 1936-1939 (2001)
- Mauricio de Sivatte. Una biografía política (2001)
- Tradicionalismo y Espiritualidad en Antonio Gaudí (2002)
- La represión política en Cataluña: 1936-1939 (2005)
- Checas de Barcelona (2005)
- Claves históricas del independentismo catalán (2006)
- Checas de Valencia (2006)
- Las checas del terror (2007)
- Secretos y mentiras de los Franco (2008)
- Els nens de l’exili (2008)